# NGC 2496
NGC 2496 is een elliptisch sterrenstelsel in het sterrenbeeld Kleine Hond. Het hemelobject werd op 15 november 1885 ontdekt door de Amerikaanse astronoom Lewis A. Swift.

## Synoniemen
- UGC 4127
- MCG 1-21-2
- ZWG 31.9
- PGC 22359